# هاو وو
هاو وو (بالصينية: 吴皓) هو مونتير وكاتب سيناريو ومخرج صيني، ولد في 1972.

## وصلات خارجية
- هاو وو على موقع IMDb (الإنجليزية)
- هاو وو على موقع قاعدة بيانات الفيلم (الإنجليزية)